# Sulfaguanidine
Sulfaguanidine là một sulfonamid.
Sulfaguanidine là một dẫn xuất guanidine của sulfanilamide được sử dụng trong thuốc thú y. Sulfaguanidine được hấp thu kém từ ruột nhưng rất phù hợp để điều trị bệnh lỵ trực khuẩn và các bệnh nhiễm trùng đường ruột khác . 

Sulphaguanidine (II) được điều chế độc lập bởi Marshall, Bratton, White, Litchfield và Roblin, Williams, Winnek, và English vào năm 1940, và được giới thiệu để điều trị bệnh lỵ trực khuẩn trên cơ sở hấp thu kém từ ruột. Con đường quản lý bằng miệng của nó hiện đã được thiết lập tốt. 